# Крупа, Пётр
Пётр Кру́па (пол. Piotr Krupa; 19 июня 1936, Брацеёва, Подкарпатское воеводство — 4 марта 2024) — польский католический епископ, вспомогательный епископ епархии Кошалина-Колбжега с 18 февраля 1984 по 25 марта 1992 года и вспомогательный епископ епархии Пельплина с 25 марта 1992 по 15 сентября 2011 года.

## Биография
Пётр Крупа родился 19 июня 1936 года в Брацеёве, Польша. После получения богословского образования 14 мая 1961 года Пётр Крупа был рукоположён в священника. C 1981 по 1986 год был ректором Высшей Духовной семинарии в Кошалине.
18 февраля 1984 года Римский папа Иоанн Павел II назначил Петра Крупу титулярным епископом Акве-Альбы Бизаценской и вспомогательным епископом епархии Кошалина-Колобжега. 15 апреля 1984 года состоялось рукоположение Петра Крупы в епископа, которое совершил Юзеф Глемп в сослужении с познанским митрополитом Ежи Стробой и епископом епархии Кошалина-Колобжега Игнацы Ежем.
25 марта 1992 года Пётр Крупа был назначен вспомогательным епископом епархии Пельплина.
15 сентября 2011 года вышел на пенсию.
Умер 4 марта 2024 года  в больнице в Тчеве в возрасте 87 лет. 9 марта был похоронен в склепе кафедрального собора Успения Пресвятой Девы Марии в Пельплине.